# Histoire d'O, numéro 2
Série
Histoire d’O
(1975)
Pour plus de détails, voir Fiche technique et Distribution.
Histoire d’O, numéro 2 est un film franco-espagnol réalisé par Éric Rochat, sorti en 1984.
Le scénario est la suite du film Histoire d'O, une adaptation du roman érotique éponyme publié en 1954 par Pauline Réage.
Le film a fait l'objet d'une adaptation en bandes dessinées Histoire d'O N°2, avec un scénario d'Éric Rochat et des dessins de Guido Crepax.

## Synopsis
O, initiée par Sir Stephen à toutes les subtilités de l'érotisme, est devenue dominatrice. Un puissant groupe industriel engage O pour discréditer le dirigeant d'un empire financier américain concurrent, James Pembroke. À son arrivée dans un magnifique château en France, O a pour mission de le compromettre ainsi que toute sa famille : le père, sa femme, son fils et sa fille vont succomber aux talents pervers et séducteur de O qui ne rencontrera que peu de résistances.

## Fiche technique
- Titre : Histoire d’O, numéro 2
- Autres titres : Histoire d'O chapitre 2, Retour à Roissy, Story of O Chapter 2
- Réalisation : Éric Rochat, assisté de Roberto Parra (1er assistant) et Manuel Pinilla (2e assistant)
- Scénario : Éric Rochat, Jeffrey O’Kelly, d'après les personnages d' Histoire d'O de Pauline Réage
- Musique : Stanley Myers, Hans Zimmer
- Photographie : Andrés Berenguer
- Montage : Alfonso Santacana
- Casting : Carlos Da Silva
- Décors : Jean Claude Hoerner
- Costumes : Claude Challe
- Production : Éric Rochat
  - Production exécutive : Carlos Da Silva
- Société de production : Bedrock Holding
- Pays de production :  France /  Espagne
- Langue originale : français
- Format : couleurs – 1,66:1 - 35 mm
- Durée : 1 h 35 min
- Genre : érotique
- Dates de sortie : 8 août 1984
- Certification : interdit aux moins de 18 ans en France à sa sortie en 1984, aux moins de 16 ans aujourd'hui

## Distribution
- Sandra Wey : O
- Manuel de Blas (VF : François Chaumette) : James Pembroke
- Rosa Valenty : Rosa Pembroke
- Carole James : Carol Pembroke
- Christian Cid : Larry Pembroke
- Eduardo Bea
- Alicia Principe
- Tomas Picé
- Rubén Bianco
- Frank Sussman
- Frank Braña
- Walter Finley
- Emilio Linder
- Elmer Modling
- Luis Suàrez
- Irene Teppa
- Catherine Basseti
- Agustin Bravo
- Malgozarta Dobosz
- Pepita Full James
- Mariado Vidal Molina